# Raimund Lachner
Raimund Lachner (* 24. Dezember 1955 in Bruckberg) ist ein deutscher römisch-katholischer Theologe.

## Leben
Lachner studierte römisch-katholische Theologie an der Universität München, wo er 1985 bei Josef Finkenzeller promoviert und 1993 habilitiert wurde. Seit 2000 war er C4-Professor für Dogmatik und Dogmengeschichte unter Berücksichtigung fundamentaltheologischer Fragestellungen an der Universität Vechta. 2011 unterzeichnete Lachner das Memorandum Kirche 2011: Ein notwendiger Aufbruch.
Lachner verfasste zahlreiche Artikel im Biographisch-Bibliographischen Kirchenlexikon (BBKL).

## Werke (Auswahl)

### Monographien
- Das ekklesiologische Denken Johann Sebastian Dreys. Ein Beitrag zur Theologiegeschichte des 19. Jahrhunderts (= Europäische Hochschulschriften. Reihe 23: Theologie. Band 280). Lang, Frankfurt am Main 1986, ISBN 3-8204-8795-6 (Dissertation, Universität München, 1985).
- Jakob Frohschammer (1821–1893). Leben und Werk (= Studien zur Theologie und Geschichte. Band 5). EOS, Sankt Ottilien 1990, ISBN 3-88096-905-1.
- Zwischen Rationalismus und Traditionalismus. Offenbarung und Vernunft bei Jakob Frohschammer (= Studien zur systematischen Theologie und Ethik. Bd. 5). Lit, Münster 1995, ISBN 3-8258-2390-3 (Habilitationsschrift, Universität München, 1993).

### Herausgeberschaften
- mit Egon Spiegel: Qualitätsmanagement in der Theologie. Chancen und Grenzen einer Elementarisierung im Lehramtsstudium (= Vechtaer Beiträge zur Theologie. Band 8). Butzon und Bercker, Kevelaer 2003, ISBN 3-7666-0472-4.
- mit Georg Steins: Weite wagen. Theologische Anstöße zum Osnabrücker Katholikentag (= Vechtaer Beiträge zur Theologie. Bd. 14). Lit, Berlin 2008, ISBN 978-3-8258-1244-7.
- Jakob Frohschammer: Nachgelassene Schriften. Francke, Tübingen 2009 ff.
- mit Denis Schmelter: Nahtoderfahrungen. Eine Herausforderung für Theologie und Naturwissenschaft (= Vechtaer Beiträge zur Theologie. Bd. 16). Lit, Berlin 2013, ISBN 978-3-643-12246-9.